# Újezdec (Jindřichův Hradec-i járás)
Újezdec település Csehországban, a Jindřichův Hradec-i járásban. Újezdec Záhoří, Doňov, Pleše, Zlukov és Drahov településekkel határos. Lakosainak száma 71 fő (2024. január 1.).

## Népesség
A település lakosságának változását az alábbi diagram mutatja:
| Lakosok száma | 182  | 221  | 222  | 150  | 91   | 61   | 66   | 72   | 70   | 71   |
|               | 1869 | 1890 | 1921 | 1950 | 1980 | 2001 | 2017 | 2019 | 2022 | 2024 |